# Neritos samos
Neritos samos är en fjärilsart som beskrevs av Druce 1896. Neritos samos ingår i släktet Neritos och familjen björnspinnare. Inga underarter finns listade i Catalogue of Life.